# محمد رفيع (لاعب كرة قدم)
محمد رفيع (بالإنجليزية: Mohammed Rafi)‏ هو لاعب كرة قدم هندي في مركز الهجوم، ولد في 24 مايو 1982 في تريكاريبور في الهند. شارك مع منتخب الهند لكرة القدم. أما مع النوادي، فقد لعب مع أتلتيكو كلكتا ونادي تشرتشل براذرز ونادي كيرلا بلاستيرز ونادي مومباي لكرة القدم.

## وصلات خارجية
- محمد رفيع (لاعب كرة قدم) على موقع إي إس بي إن إف سي (الإنجليزية)
- محمد رفيع (لاعب كرة قدم) على موقع قاعدة بيانات كرة القدم.إي يو (الإنجليزية)
- محمد رفيع (لاعب كرة قدم) على موقع ناشيونال فوتبول تيمز (الإنجليزية)
- محمد رفيع (لاعب كرة قدم) على موقع Soccerway.com (الإنجليزية)
- محمد رفيع (لاعب كرة قدم) على موقع عالم كرة القدم.نت (الإنجليزية)